# Nélida Casado
Nélida Casado (n. Don Benito; 1920 - f. Torrelodones; 2010), nacida con el nombre de Manuela Casado Morcillo, fue una escritora y poetisa española.

## Trayectoria
Colaboradora durante varios años del Diario de Ávila y Radio Intercontinental. Su obra poética incluye títulos como Las Eternas Corrientes, Nieblas del Ocaso y Regreso al Ayer. Recibió en 1947 el premio de poesía otorgado por Radio España por la obra que lleva el título "El barquero del Guadiana". En el año 1991 recibió el Primer Premio en el certamen poético organizado por el Ayuntamiento de Santa Pola (Alicante).
Es abuela de la escritora Olga Casado (Madrid, 1971-), colaboradora del periódico La Voz de Torrelodones y Hoyo de Manzanares.
En mayo de 2022, la Asociación "Torre Isunza" para la Defensa del Patrimonio Histórico y Cultural de Don Benito convoca la primera edición del Premio Nacional de Poesía "Nélida Casado", con la intención de promocionar la creación poético literaria y reconocer la figura de la poetisa dombenitense Nélida Casado.